# Santa Marinha e São Pedro da Afurada
Santa Marinha e São Pedro da Afurada (oficialmente, União das Freguesias de Santa Marinha e São Pedro da Afurada) é uma freguesia portuguesa do município de Vila Nova de Gaia, com 6,91 km² de área e 34 032 habitantes (censo de 2021). A sua densidade populacional é 4 925 hab./km².

## História
Foi criada aquando da reorganização administrativa de 2013, resultando da agregação das antigas freguesias de Santa Marinha e São Pedro da Afurada.

## Demografia
A população registada nos censos foi:
| Distribuição da População por Grupos Etários | Distribuição da População por Grupos Etários | Distribuição da População por Grupos Etários | Distribuição da População por Grupos Etários | Distribuição da População por Grupos Etários |
| -------------------------------------------- | -------------------------------------------- | -------------------------------------------- | -------------------------------------------- | -------------------------------------------- |
| Ano                                          | 0-14 Anos                                    | 15-24 Anos                                   | 25-64 Anos                                   | > 65 Anos                                    |
| 2001                                         | 5493                                         | 4662                                         | 19203                                        | 4842                                         |
| 2011                                         | 4644                                         | 3548                                         | 19787                                        | 5735                                         |
| 2021                                         | 4130                                         | 3151                                         | 19241                                        | 7510                                         |

À data da junção das freguesias, a população registada no censo anterior (2011) foi:
| Freguesia atual                                              | Freguesia atual  | Freguesia atual | Freguesias antigas   | Freguesias antigas | Freguesias antigas |
| Freguesia                                                    | População (2011) | Área (km²)      | Freguesia            | População (2011)   | Área (km²)         |
| ------------------------------------------------------------ | ---------------- | --------------- | -------------------- | ------------------ | ------------------ |
| União das Freguesias de Santa Marinha e São Pedro da Afurada | 33 715           | 6,91            | Santa Marinha        | 30 147             | 6,0                |
| União das Freguesias de Santa Marinha e São Pedro da Afurada | 33 715           | 6,91            | São Pedro da Afurada | 3568               | 1,0                |